# アンボン島
座標: 南緯03度42分 東経128度10分 / 南緯3.700度 東経128.167度

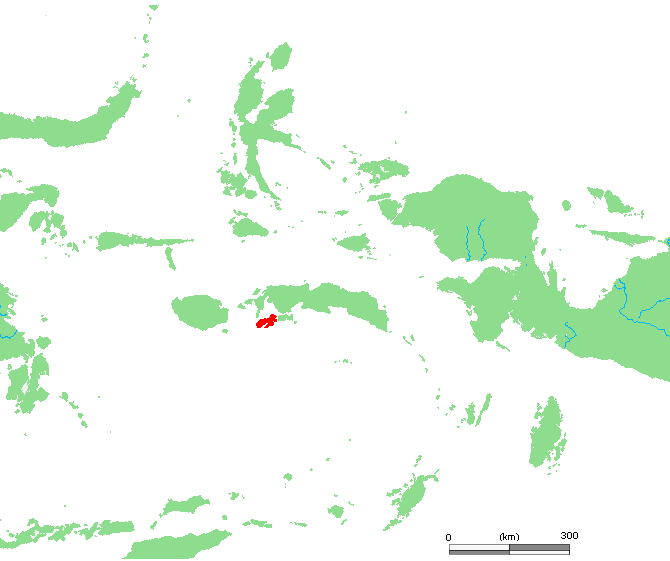
バンダ海付近の地図。赤色がアンボン島。

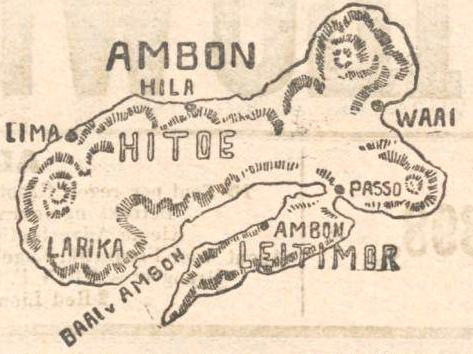
1898年のアンボン島の地図。

アンボン島（アンボンとう、インドネシア語: Pulau Ambon）は、インドネシア東部にある島。バンダ海の北側、セラム島の南西に位置する。

## 地理
モルッカ諸島の一部であり、面積は775平方キロメートル。火山島でもあり、最高所の標高は1,225m。東西方向に長い陸地が二つ並び結ばれた形状をしており、島の長さ約50kmに対し、約2kmの地峡で二つの陸地が結ばれている。かつては北のヒトゥ島 (nl:Hitoe, Hitu) と南のレイティモル島 (Leitimor, Lahi-Timor) に分かれていたが、陸繋砂州でひとつの島になった。
主要都市は島の南部にあるアンボン。アンボンはマルク州の州都でもある。熱帯の気候であり、島の植生は熱帯雨林で覆われている。周囲にサンゴ礁が発達している。

## 歴史
1513年、最初のヨーロッパ人としてポルトガル人が初めてアンボン島に上陸し、テルナテ島でポルトガルが追い出されるまで、ポルトガルのマルク諸島における活動の中心となった。しかしポルトガル人は、ジャワ島の北海岸へ渡る主要な港として商業的、宗教的な交流のあるヒトゥを中心とした、島の東北部の土着イスラム教徒によって定期的に襲撃を受ていた。
ポルトガル人は1521年に工場を設立したが、1580年まで平和的に所有はできなかった。実際ポルトガルは、現地の香辛料貿易を統制できずに、ナツメグ生産の中心バンダ諸島において権限を獲得する試みに失敗した。
1605年、ステフェン・ファン・デア・ハーゲンが無血で砦を引き継いだ時には、すでにポルトガル人はオランダ人によって追い出されていた。
1610年から1619年まで、バタヴィア（現在のジャカルタ）が設立されるまでの間、アンボンはオランダ東インド会社 (VOC) の本拠地であった。
1615年頃、イギリスが島のカンベロ (Cambello) に居住地を形成した。これは1623年にオランダに破壊されるまで存在した。オランダによる破壊では、不運な住人を苦しめた攻撃的な拷問も行われていた。実りの無い交渉の後、1654年にクロムウェルはオランダに対し、アンボン虐殺に苦しめられていた子孫への賠償として、マンハッタン島に加えて計30万ギルダーの供与を強いた。1673年詩人のジョン・ドライデンは、悲劇「アンボイナ」 (Amboyna) を製作した。
1796年、ピーター・レーニア提督の下、イギリスはアンボン島を手中に収めたが、1802年のアミアン和約によってオランダに戻された。1810年に再びイギリスが奪還するも、1814年に再度オランダに戻された。アンボン島は19世紀まで世界のクローブの生産の中心であった。オランダはアンボンの独占権を確保するため、クローブの木を育てることを禁止し、他の島々はその規則に従っていた。
オランダ統治時代は、アンボンはオランダ居住民の中心地で、モルッカ諸島の軍司令部が置かれていた。街はヴィクトリア砦によって守られ、1911年の百科事典には「広い道路できれいに植樹された清潔で小さな街」と特徴付けられていた。オランダ人以外にも、アラブ人、中国人そして少数のポルトガル人の居住者がいた。
アンボンの街には、オランダ軍の主要基地があり、第二次世界大戦時には、アンボンの戦いで日本に枢軸国側から接収された。
1945年にインドネシアは独立を宣言した。スカルノ大統領がインドネシアを中央集権国家に変えようとしたことと、民族的、宗教的な緊張の結果、アンボンはインドネシア政府に対して反発し、1950年の南マルク共和国の反乱が起きたが、インドネシア軍により鎮圧された。